# 濱田彌兵衛
濱田彌兵衛（日语： Hamada Yahyōe，荷蘭文獻音譯記載為:原書52頁；數位檔案1023頁，生卒年不詳）是江戶時代初期的朱印船船長。長崎出身。1627年，日荷貿易衝突的濱田彌兵衛事件（奴易茲事件）的實行者。1915年（大正4年），贈從五位。

## 濱田彌兵衛事件
1624年，作為朱印船貿易的重要中繼基地高砂（台灣）被荷蘭東印度公司占領，建立熱蘭遮城，並對交易課徵10%的關稅。
1627年，長崎貿易商末次平藏的朱印船船長彌兵衛受幕府的後援，攜眾多兵力與強大火力的船艦前往大員，遭大員當局軟禁與解除武裝，於是在熱蘭遮城挾持台灣長官彼得·奴易茲（Pieter Nuyts，1598年－1655年12月11日）為人質，要求大員當局允許其離境。最後迫使荷蘭人屈服，但事後日方違反承諾，直到1632年日本才回復對荷貿易。
法蘭汀（荷蘭語：François Valentijn）1726年《新舊東印度誌》（Oud en Nieuw Oost-Indiën）一書第四卷中有專章描寫此事件，並有附版畫描繪濱田彌兵衛挾持奴易茲的情景，圖中坐在椅子上的便是遭脅持的奴易茲:原書56頁；數位檔案1027頁。

## 子孫
末次氏在第4代末次茂朝斷絕，濱田氏改仕於大村藩。子孫濱田謹吾15歲時，作為鼓手參加戊辰戰爭，在角館附近戰死。現在在角館建有銅像。

## 紀念
台灣日治時代，日本人為紀念濱田彌兵衛向荷人抗稅的英勇事蹟，在安平古堡立石碑刻「贈從五位濱田彌兵衛武勇之趾」，戰後改刻「安平古堡」。

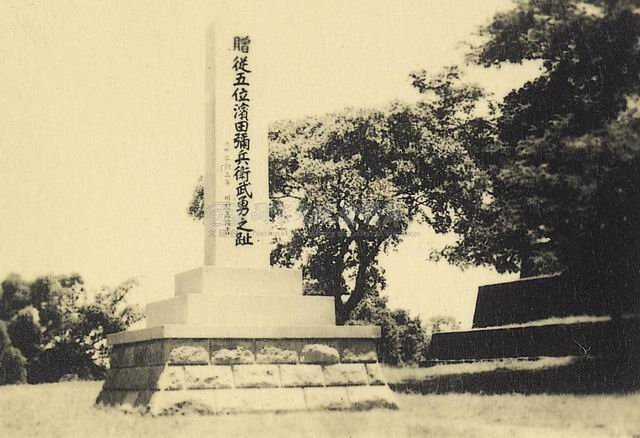
戦前的石碑
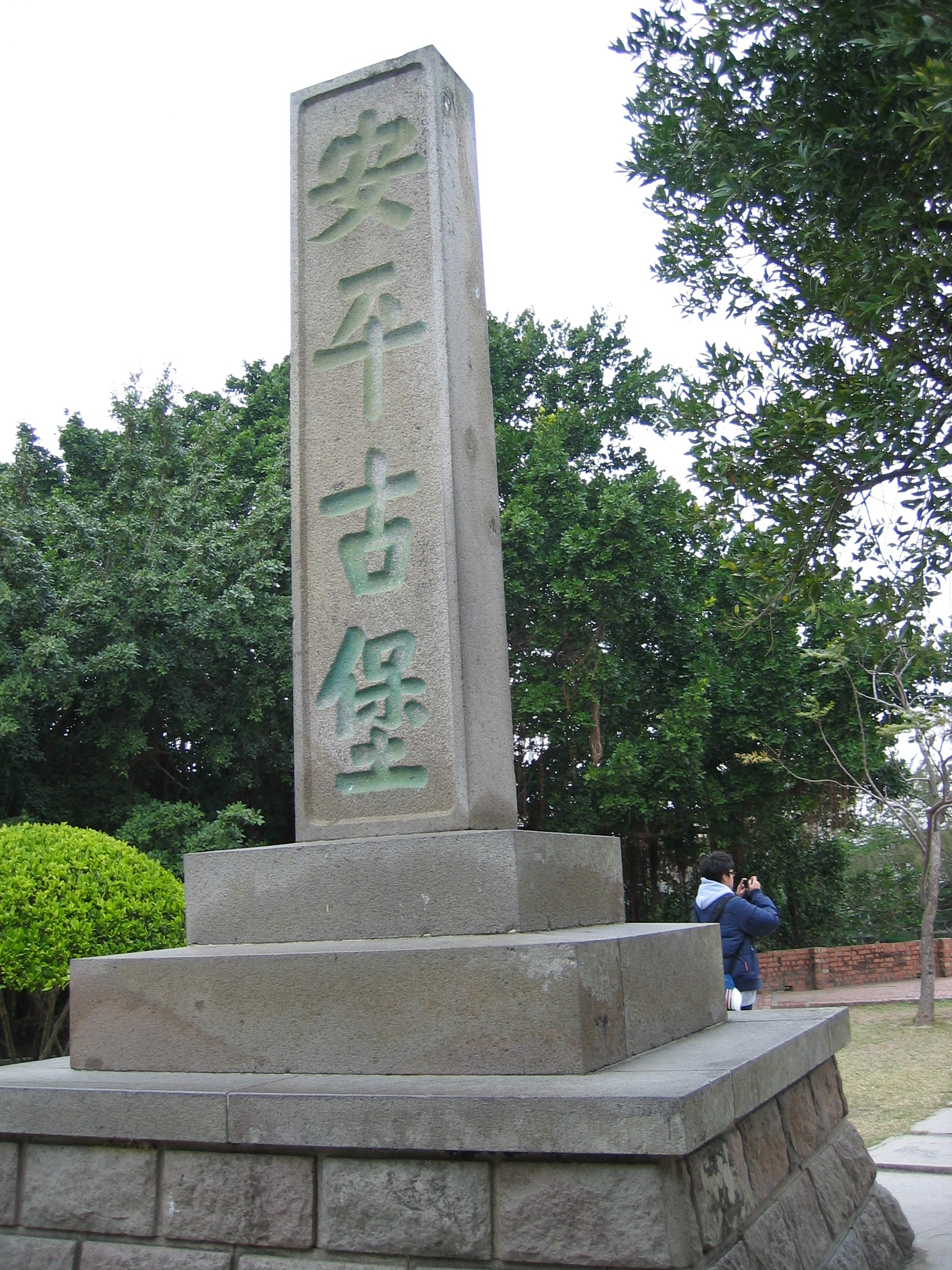
戦後的石碑

## 外部連結
- 台湾を知る!! （页面存档备份，存于）